# كتشكان (مقاطعة دورة)
كتشكان (بالفارسية: کچکان) هي قرية تقع في قسم تشكن الريفي (مقاطعة دورة) في إيران. يقدر عدد سكانها بـ 200 نسمة بحسب إحصاء 2016.